# Phygadeuon fasciatae
Phygadeuon fasciatae är en stekelart som beskrevs av Horstmann 1986. Phygadeuon fasciatae ingår i släktet Phygadeuon och familjen brokparasitsteklar. Inga underarter finns listade i Catalogue of Life.